# ديفيد كولين
ديفيد كولين (بالإنجليزية: David Cullen)‏ هو محامي وسياسي أمريكي، ولد في 1 فبراير 1960 في ميلواكي في الولايات المتحدة. حزبياً، نشط في الحزب الديمقراطي. وقد انتخب عضو جمعية ولاية ويسكونسن.